# 白井村
白井村（しらいむら）は、千葉県千葉郡にあった村。1955年に更科村と合併して泉町になった。現在の千葉市若葉区。
同区の地名として現存せず、地域名としても「泉」が使われることが多く、千葉市立白井小学校、同白井中学校に名をとどめるのみである。1951年2月14日から15日にかけて通過した南岸低気圧により関東平野部では観測史上最深となる、積雪133cmもの豪雪を記録していることでも知られる。
当村域には現在、野呂パーキングエリアや中野インターチェンジが設置されている。

## 沿革
- 1889年（明治22年）4月1日 - 町村制の施行により野呂村、和泉村、中野村、川井村、佐和村、五十土村、高根村、北谷津村、多部田村の区域をもって千葉郡白井村が成立。村名は当地がかつて白井荘に属していたことによる[2]。
- 1955年（昭和30年）3月31日 - 更科村と合併して泉町を新設。同日白井村廃止。